# Luis Herrero Arnillas
Blahoslavený Luis Herrero Arnillas, řeholním jménem Esteban Vicente (22. srpna 1893, La Serna – 30. července 1936, Madrid), byl španělský římskokatolický řeholník Kongregace školských bratří a mučedník.

## Život
Narodil se 22. srpna 1893 v La Serna.
Roku 1909 vstoupil do postulátu Kongregace školských bratří v Bugedu a roku 1912 do noviciátu, kde přijal jméno Esteban Vicente.
Jeho nadřízení si všimli, že ovládá ruční práce, a proto začal roku 1918 v Bugedu pracovat jako krejčí a obuvník. Poté působil jako zahradník a kuchař ve škole Nejsvětějšího srdce (1922), na škole Dobrého pastýře (1926) a později v Griñónu a Madridu na škole Santa Susana. Pracoval také v nakladatelství Bruño.
Trpěl revmatismem, avšak přes bolest si nikdy nestěžoval a byl vždy pokorný.
Když v červenci 1936 vypukla španělská občanská válka, jeho řeholní kongregace byla předmětem prvních útoků revolucionářů.
Dne 30. července 1936 vtrhli do domu bratří revolucionáři, kteří bratry podrobili výslechu, poté je svázali a odvezli do Casa de Campo. Tam byl spolu s šesti dalšími spolubratry zastřelen.

## Proces blahořečení
Po roce 1990 byl v arcidiecézi Madrid zahájen jeho beatifikační proces spolu s dalšími 24 mučedníky Kongregace školských bratří a Řádu karmelitánů. Dne 19. prosince 2011 uznal papež Benedikt XVI. mučednictví této skupiny řeholníků. Blahořečeni byli 13. října 2013 ve skupině 522 mučedníků Španělské občanské války.